# Romana Maláčová
Romana Maláčová (ur. 15 maja 1987 w Brnie) – czeska lekkoatletka, tyczkarka.

## Osiągnięcia
- 8. miejsce podczas halowych mistrzostw świata (Portland 2016)
- 13. miejsce podczas halowych mistrzostw Europy (Belgrad 2017)
- wielokrotna medalistka mistrzostw Czech w różnych kategoriach wiekowych, zarówno w hali, jak i na stadionie

W 2009 brała udział w mistrzostwach świata w Berlinie, 29. lokata w eliminacjach nie dała jej awansu do finału.
W 2016 i 2020 reprezentowała Czechy na igrzyskach olimpijskich: w Rio de Janeiro i Tokio nie przebrnęła eliminacji.

## Rekordy życiowe
- skok o tyczce (stadion) – 4,61 (2017)
- skok o tyczce (hala) – 4,62 (2016)